# Csohan-dinasztia
A Sakambhari Csohan-dinasztia - bizalmas stílusban a Szambhari Csohanok - egy indiai dinasztia volt, amely a mai Rádzsasztán egyes területein és a szomszédos régiókban uralkodott  a 7. századtól 1194-ig. A legjelentősebb rádzsput uralkodó család voltak. Fővárosuk eredetileg Sakambhari volt (ma Szambhar), de a későbbi uralkodók székhelyüket Ádzsmérbe helyezték. Ezért ádzsméri Csohan-dinasztia néven is ismertek. 
Az első hiteles felirat a Csohanokról 973-ból származik. A 12. századig a Csahamanok számos háborút vívtak a gudzsaráti Csálukjákkal. Azok után a békét a két család közti házasságok szentesítették. A szomszédos moszlim birodalmakkal is hadakoztak, mind a Gúridákkal, mind a Gaznavidákkal. II. Pritvirádzsa vazallusi sorba süllyesztette a delhi Tomara-dinasztiát 1150 körül.
A dinasztia csúcspontját IV. Vigraha-rádzsa (Viszaldev) uralkodása idején érte el, aki az 1150-es és 1160-as években uralkodott. Egy 1170-ből származó feljegyzés szerint elfoglalta Delhit és a Hanszi erődöt. Delhi, Harijána és Rádzsasztán jelentős része felett uralkodott. Egy röpke ideig királysága a Himalája előhegységétől (Sivalik-hegység) északon a Vindja-hegyláncig délen terjeszkedett. Ismert volt a művészetek és irodalom pártolásáról. 
A dinasztia leghíresebb uralkodója III. Pritvi-rádzsa volt, ismertebb nevén a Csohan Pritvirádzsa. Vereséget mért Paramardi, Csandéla uralkodóra 1182-83-ban, ám mégsem tudta uradalmához csatolni a Csandéla területeket. 1191-ben vereséget mért Mohamed, Gúrida uralkodóra az első taraini csatában. Mégis a következő évben veszített és megölték őt. 
A naddulai Csahamanák egy oldalága voltak a Sakambari Csohan-dinasztiának. A marvari térségben uralkodtak fővárosuk, Naddula körül a 10. és 12. században.
Sakambhari Csohan dinasztia
| Csohan-dinasztia     |             |
| Csahamana            | mitikus     |
| Vaszudéva            |             |
| Szamanta-rádzsa      | 684 - 709   |
| Nara-déva            | 709 - 721   |
| I. Adzsaja-rádzsa    | 721 - 734   |
| I. Vigraha-rádzsa    | 734 - 759   |
| I. Csandra-rádzsa    | 759 - 771   |
| Gopendra-rádzsa      | 771 - 784   |
| I. Durlabha-rádzsa   | 784 - 809   |
| I. Guvaka            | 809 - 836   |
| II. Csandra-rádzsa   | 836 - 863   |
| II. Guvaka           | 863 - 890   |
| Csandana-rádzsa      | 890 - 917   |
| Vakpati-rádzsa       | 917 - 944   |
| Szimha-rádzsa        | 944 - 971   |
| II. Vigraha-rádzsa   | 971 - 998   |
| II. Durlabha-rádzsa  | 998 - 1012  |
| II. Govinda-rádzsa   | 1012 - 1026 |
| II. Vakpati-rádzsa   | 1026 - 1040 |
| Virjaráma            | 1040        |
| Csamunda-rádzsa      | 1040 - 1065 |
| III. Durlabha-rádzsa | 1065 - 1070 |
| III. Vigraha-rádzsa  | 1070 - 1090 |
| I. Pritvi-rádzsa     | 1090 - 1110 |
| II. Adzsaja-rádzsa   | 1110 - 1135 |
| Arno-rádzsa          | 1135 - 1150 |
| Dzsagad-déva         | 1150        |
| IV. Vigraha-rádzsa   | 1150 - 1164 |
| Apara-gangéja        | 1164 - 1165 |
| II. Pritvi-rádzsa    | 1165 - 1169 |
| Szomesvara           | 1169 - 1178 |
| III. Pritvi-rádzsa   | 1178 - 1192 |
| III. Govinda-rádzsa  | 1192 - 1194 |
| Hari-rádzsa          | 1193 - 1194 |

## Fordítás
Ez a szócikk részben vagy egészben  a   Chahamanas of Shakambhari című angol Wikipédia-szócikk ezen változatának fordításán alapul.  Az eredeti cikk szerkesztőit annak laptörténete sorolja fel. Ez a jelzés csupán a megfogalmazás eredetét és a szerzői jogokat jelzi, nem szolgál a cikkben szereplő információk forrásmegjelöléseként.